# Touring Superleggera Arese RH95
Touring Superleggera Arese RH95 – supersamochód klasy średniej wyprodukowany przez włoskie przedsiębiorstwo Carrozzeria Touring Superleggera w 2021 roku.

## Historia i opis modelu

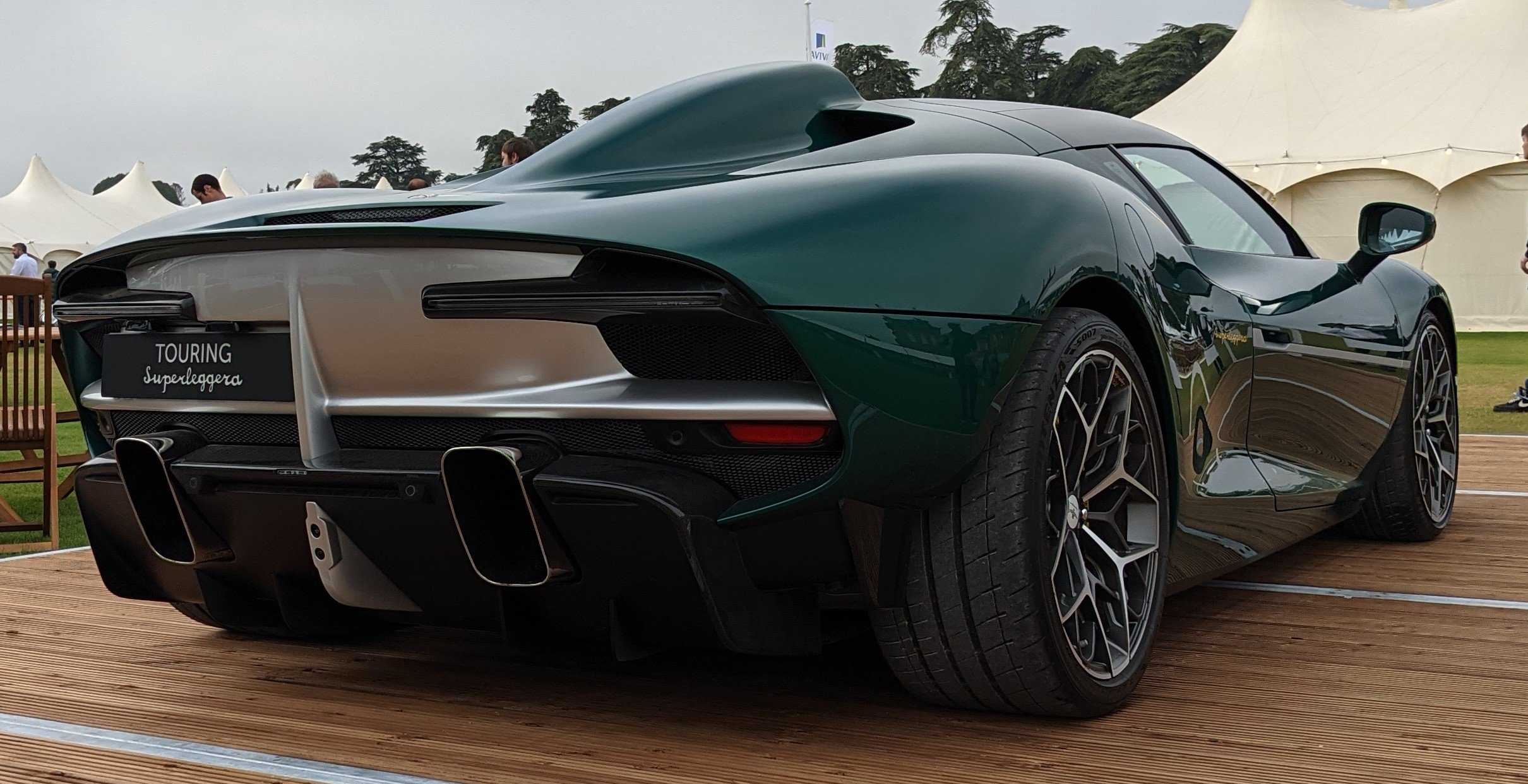
Touring Superleggera Arese RH95 - tył

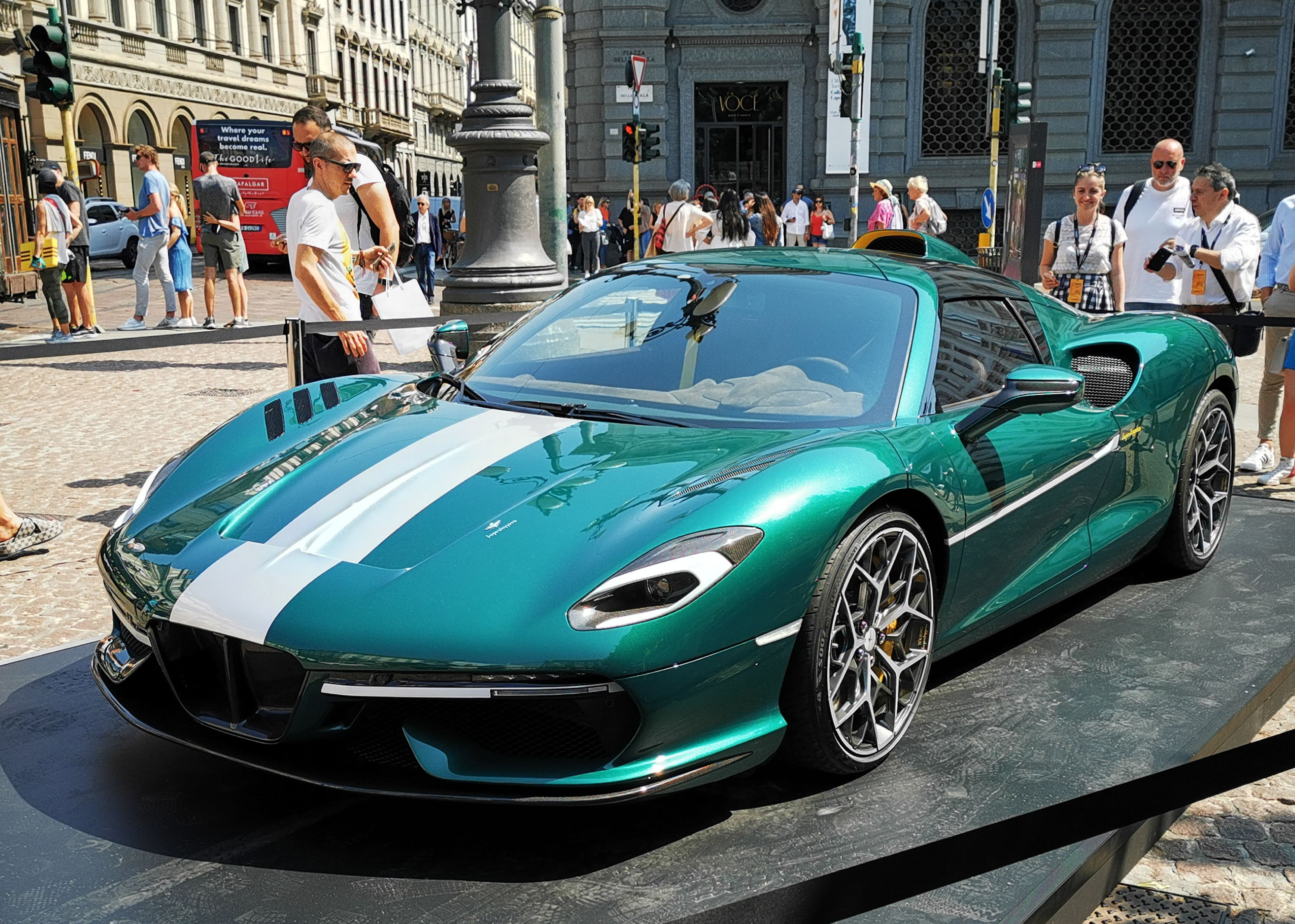
Touring Superleggera Arese RH95 na MIMO 2022

W czerwcu 2021 włoskie studio projektowe i manufaktura Carrozzeria Touring Superleggera zaprezentowało kolejny model własnej marki, tym razem świętujący 95. rocznicę założenia firmy, co zawarto w nazwie - Touring Superleggera Arese RH95. Samochód powstał według autorskiego projektu stylistycznego nawiązującego do przedstawionego rok wcześniej Touring Superleggera Aero 3, podobnie jak on opierając się na konstrukcji Ferrari. Tym razem włoscy konstruktorzy za bazę obrali supersamochód Ferrari F8 Tributo, zapożyczając od niego podzespoły techniczne, płytę podłogową i układ kabiny pasażerskiej. Superleggera Arese RH95 zachowała uchylane do góry drzwi zachodzące na dach, a także aktywne elementy aerodynamiczne. Nadwozie wykonano z włókna węglowego dla zachowania optymalnego stosunku masy do sztywności.
Touring Superleggera Arese RH95 realizuje koncepcję stylistyczną "Streamlined Design", którą po raz pierwszy włoskie studio wdrożyło w 2013 roku przy okazji projektu Alfa Romeo Disco Volante. Samochód wyróżniły mniejsze niż w pierwowzorze Ferrari reflektory o agresywnym kształcie, a także charakterystyczny centralny wlot powietrza w kształcie trapezu. Pierwszy premierowy egzemplarz pokryty został charakterystycznym, zielonym lakierem z białymi pasami, z kolei kabinę pasażerską pokryto beżowo-brązową skórą. Obicie siedzeń wzbogacono tkaniną w kolorze szafranu. Już w momencie premiery zapowiedziano, że druga i trzecia sztuka pomalowana zostanie kontrastowo: kolejno na czerwono-biało i niebiesko-pomarańczowo.
Do napędu Arese RH95 wykorzystano oryginalną jednostkę napędową Ferrari typu V8 umieszczoną centralnie, która rozwinęła moc 670 KM i 760 Nm maksymalnego momentu obrotowego przy 3,9 litra pojemności. Silnik przenosi moc na tylną oś za pomocą 7-stopniowej dwusprzęgłowej automatycznej skrzyni biegów, pozwalając na rozwinięcie 100 km/h w 3 sekundy i rozpędzenie się maksymalnie do 330 km/h.

### Sprzedaż
Podobnie jak inne konstrukcje włoskiej manufaktury Carrozzeria Touring Superleggera, Arese RH95 powstało w ściśle limitowanej serii budowanej na specjalne zamówienie klientów. Pula produkcyjna ograniczona została do 18 sztuk, z czego pierwszy samochód dostarczony został do pierwszego nabywcy już miesiąc po premierze, w lipcu 2021. Samochód objęty jest dwuletnią gwarancją bez określonego limitu przebiegu, z kolei dostępność części wyprodukowanych lub zmodyfikowanych przez Touring jest gwarantowana dożywotnio.

### Silnik
- V8 3.9l 720 KM